# Fulgencia Romay
Fulgencia Romay Martínez, kubanska atletinja, * 16. januar 1944, Luyanó, Kuba.
Nastopila je na poletnih olimpijskih igrah v letih 1968, 1972 in 1976, leta 1968 je osvojila srebrno medaljo v štafeti 4×100 m, leta 1972 pa še bronasto. Na panameriških igrah je osvojila tri srebrne medalje v štafeti 4x100 m in eno v teku na 200 m leta 1971.